# Philibert de l'Orme
Philibert de l'Orme, también conocido como Philibert Delorme, en español, Filiberto de l'Orme (Lyon, 1514 – París, 8 de enero de 1570), fue un arquitecto francés y uno de los grandes maestros del Renacimiento en su país.
En 1548 Enrique II le nombró superintendente de edificaciones, encargándose de las obras del castillo real de Fontainebleau y del Château-Neuf de Saint-Germain-en-Laye, así como de la supervisión de los palacios reales.
Gran parte de su obra ha desaparecido, pero su fama se mantiene. Ardiente humanista y estudiante de la Antigüedad, reivindicó la tradición francesa en oposición a las tendencias italianas, y fue un hombre de mente independiente y de una vigorosa originalidad. Su obra maestra fue el Castillo de Anet (1547–1555), construido para Diana de Poitiers. Otras obras destacadas fueron el puente del castillo de Chenonceau (1556–1559) y el sepulcro de Francisco I en la basílica de Saint-Denis (1547).

## Biografía
Nació en 1514 en Lyon (su horóscopo aparece en las bandas de la primera edición de su tratado en 1567) en una familia de maestros albañiles; su padre, Jehan Delorme habría participado en la reconstrucción de la iglesia de los Carmelitas. No hay información sobre su juventud ni sobre su formación inicial. Es probable que siguiese los pasos de su padre, incluyendo la construcción de las murallas de la ciudad.

### Viaje a Italia
De joven habría sido enviado a Italia a estudiar arquitectura, residiendo en Roma entre 1533 y 1536, donde adquirió unos sólidos conocimientos técnicos y un buen conocimiento arqueológico. Fue empleado por el papa Paulo III. Frecuentó el medio erudito de la ciudad y se relacionó con el cardenal Jean du Bellay (1492-1560) (entonces embajador de Francia en Roma).

### Retorno a Lyon

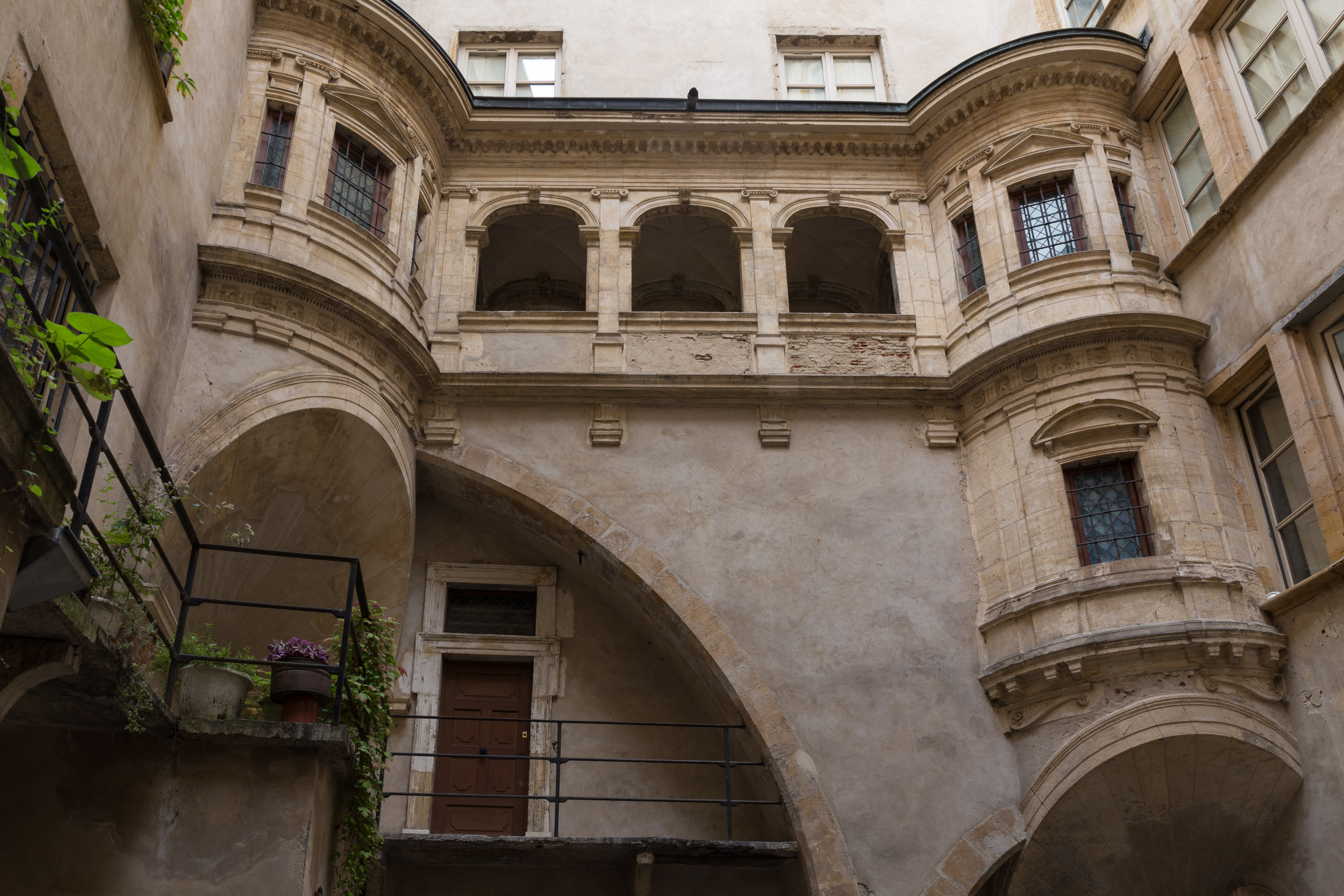
Galería De l'Orme del hôtel de Bullioud, rue juiverie, Lyon.

En 1536, estaba de regreso en Lyon. Siendo amigo del cardenal du Bellay, el comerciante Bullioud, le confió la tarea de reunir tres edificios independientes en torno a un pequeño patio, que tenía en la calle Juiverie [Judería]. El joven arquitecto realizó una galería de tres vanos con arcos carpaneles abovedados con aristas reposando sobre dos trompas. También se le atribuyen algunas otras realizaciones menores en Lyon, pero no se quedó mucho tiempo en su ciudad natal.

### Trabajos para Jean du Bellay

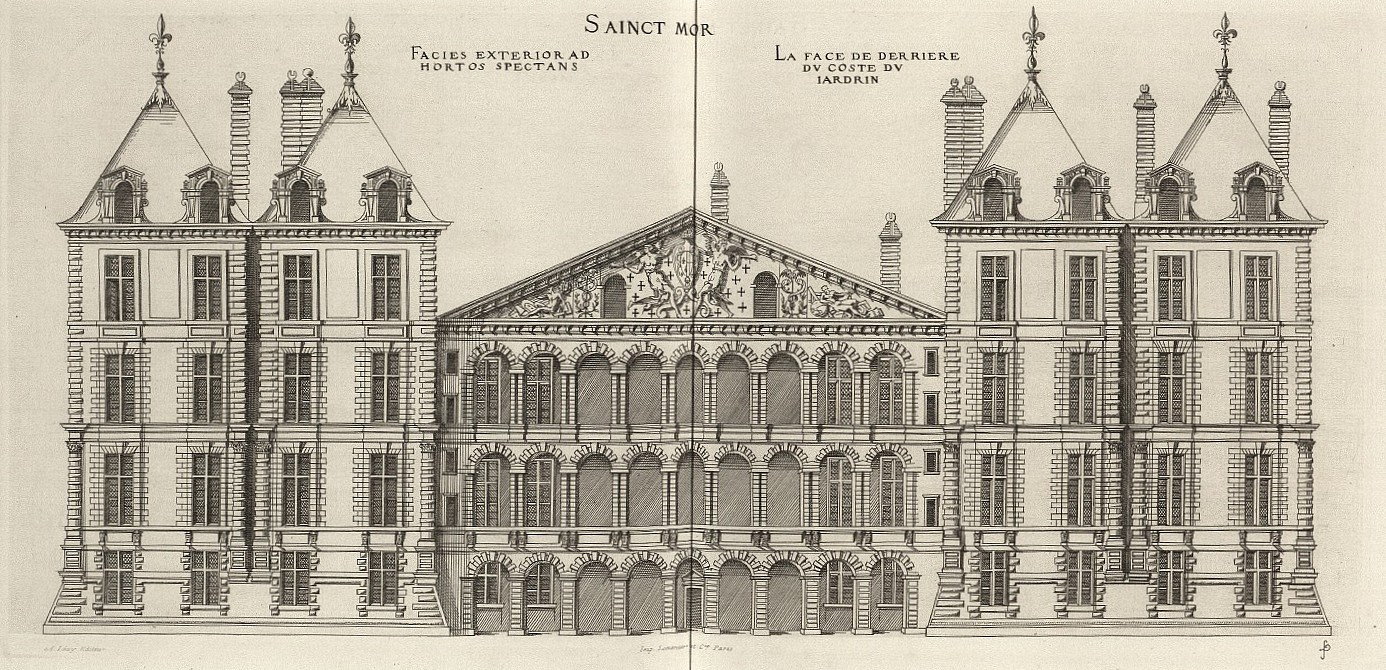
Château de Saint-Maur finales del siglo XVI

Su amigo el cardenal le envió a París y le confió entre 1541 y 1544 el diseño de su château de Saint-Maur-des-Fossés. Manifiesto del Renacimiento francés, se trata de un cuadrilátero inspirado en las villas italianas.

### Su recorrido en la corte de Francia
Jean du Bellay dio a conocer a De l'Orme a la corte de Francisco I y de Enrique II. El castillo que construyó para él despertó interés en París y Delorme llamó la atención del rey. Cortesano avisado, se las arregló para hacerse conceder ingresos de varias abadías, entre ellas, la abadía Saint-Serge de Angers, de la que portará ordinariamente el título de abad en los últimos días de su vida. Finalmente, en 1548 Enrique II le nombró superintendente de los edificios reales, encargándose de las obras del castillo real de Fontainebleau y del Château-Neuf de Saint-Germain-en-Laye, así como de la supervisión de los palacios reales.  A partir de 1548 asumió también la dirección de las obras y finalizó el castillo de Madrid, en el Bois de Boulogne, que había sido mandado construir por Francisco I en 1527 según diseño de Girolamo della Robbia y finalizado en el mismo reinado de Enrique II hacia 1552.
Conoció, por intermediación de su hermano Jean Delorme (contrôleur général des Bâtiments de France,  Controlador general de los edificios de Francia), al arquitecto angevino renacentista Jean Delespine. Delorme multiplicó sus proyectos y en 1545-1557, todos los grandes proyectos de construcción fueron vistos o fueron dirigidos por él. Cuando se acometió la construcción del palacio de Fontainebleau, colaboró con Le Primatice, Niccolò dell'Abbate y Francesco Scibec da Carpi.
Philibert Delorme realizó para Enrique II los planos de los castillos de Anet y de Meudon.

### Desgracia y últimos años
Sus pretensiones y su vanidad le ganaron fuertes enemistades, incluyendo las del escritor y poeta Pierre de Ronsard o del ceramista Bernard Palissy.  A la muerte de Enrique II en 1559, cayó en desgracia, acusado de malversación de fondos. Pasó el resto de su vida dedicado a escribir tratados teóricos y comenzó a escribir una suma de arquitectura. Publicó un Traité complet de l'art de bâtir [Tratado completo del arte de construir],  seguido de Nouvelles inventions pour bien bâtir et à petits frais, Paris, 1561 [Nuevas invenciones para bien construir y a pequeños costos]. El primer tomo de su suma de arquitectura fue publicado en 1567. Delorme no lo continuará. 
Al final de su vida recobró el favor de la corte y su posición de arquitecto real, y la regente Catalina de Médicis le confió la tarea de trazar el palacio de las Tullerías.

## Estilo

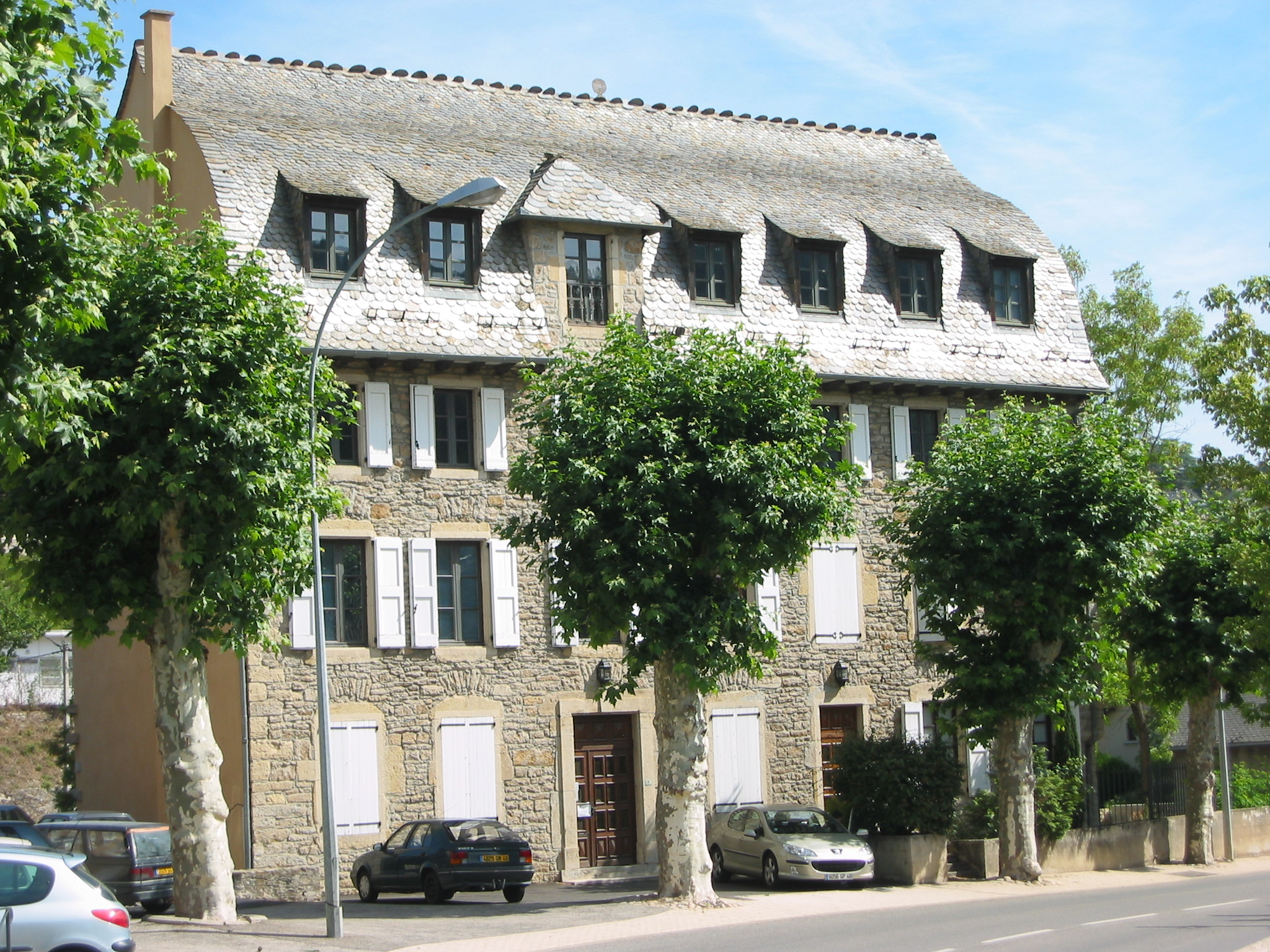
Ejemplo de cubierta en carena

Entusiasta de la arquitectura antigua, Philibert Delorme se esorzó en adaptarla al clima y a las costumbres de la Francia renacentista. Fue el primero en tener el título de «architecte du roi» [arquitecto del rey] en tiempos de Enrique II. Según A. Jouanna, hizo «pasar el arquitecto del estatus de obrero al de artista». Delorme rompió con la tradición de los maestros albañiles constructores de catedrales que habían aprendido todo en las obras. Encarnó la figura del arquitecto renacentista, portador de una cultura erudita.
Se distinguió también como el inventor en 1550 de la técnica de construcción de los techos en carena, también llamados de carpintería «à petits bois» [a pequeña madera], técnica ampliamente prevalente en varias regiones francesas, por ejemplo, en Lozère  en torno de Mende. Fue también el iniciador del ensamblaje de madera para fabricar grandes piezas de madera, vigas en madera encoladas. Más tarde, esta técnica dará lugar a la carpintería de madera laminada estructural.

## Obras

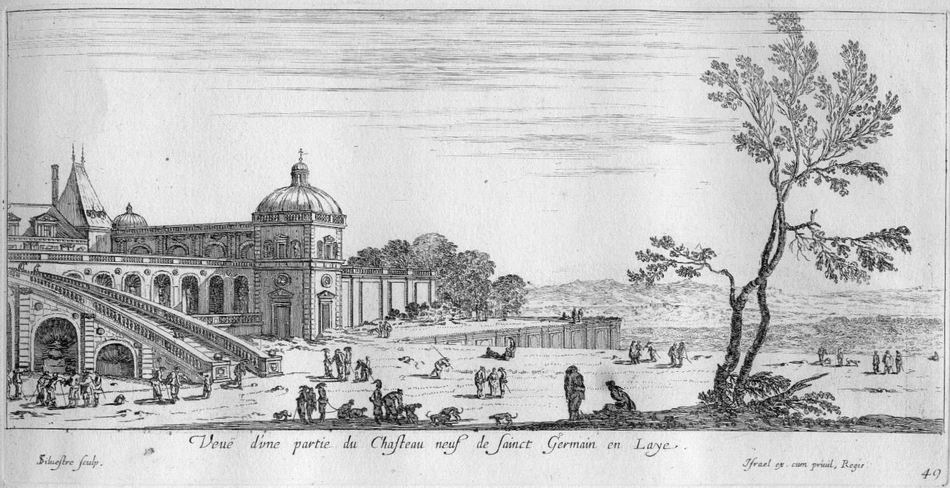
Vista de la terraza superior del Château-Neuf de Saint-Germain-en-Laye, en una obra de Israel Silvestre.

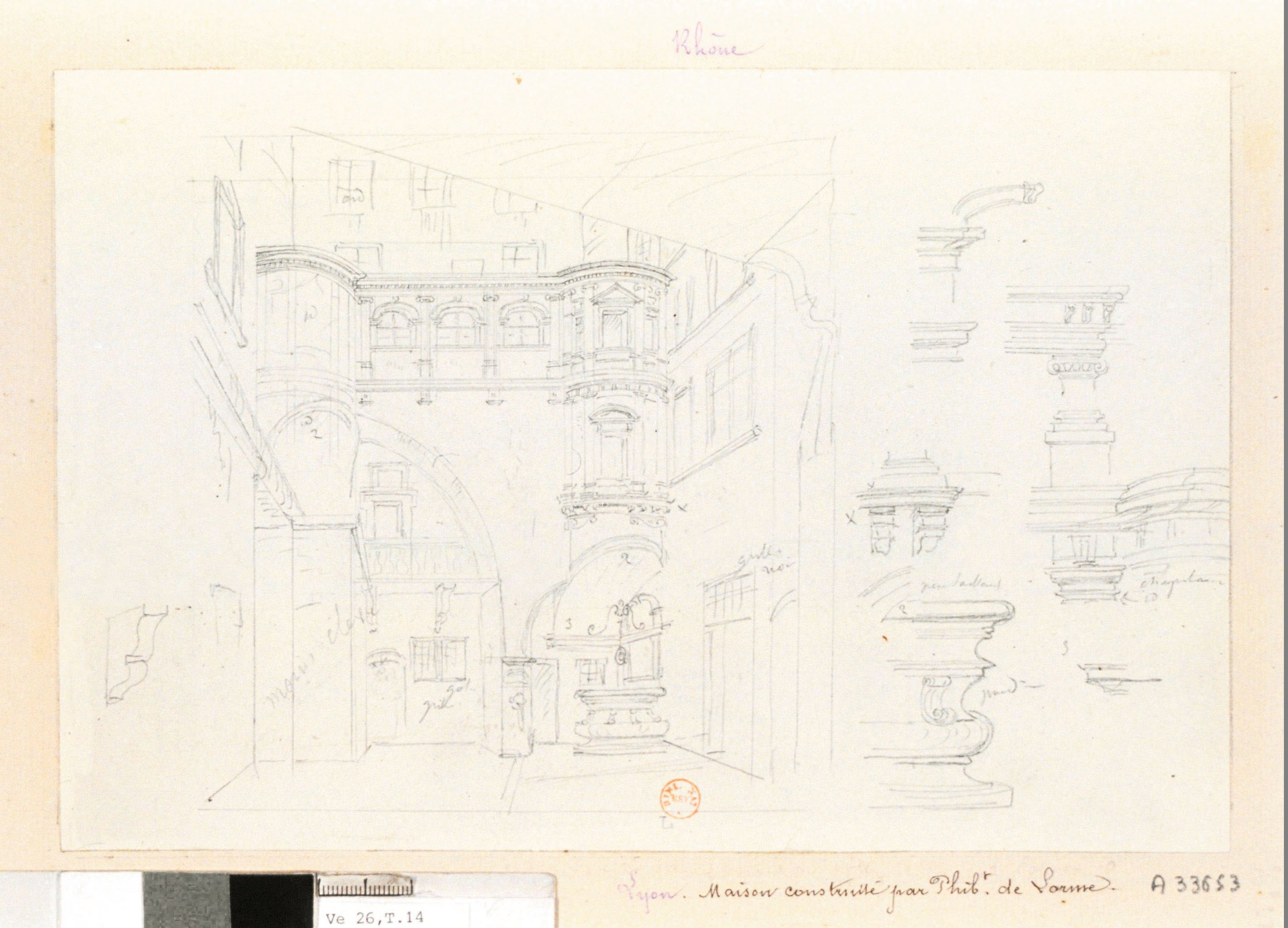
Croquis de la galería del hôtel Bullioud

- Galería del Hôtel de Bullioud (1536) ( rue Juiverie de Lyon), a la llegada de su viaje a Italia;
- Castillo de Saint-Maur-lès-Fossés (1541), destruido en 1796;
- Sepulcro de Francisco I en la basílica de Saint-Denis (1547);
- Castillo de Anet, en Anet (1547–1555), construido para Diana de Poitiers, del que no se conserva más que un ala;
- Atribución (antigua pero no documentada) de los planos de la Chapelle Saint-Éloi, en París (1550-1566), de la que no queda más que una parte de la fachada;
- Atribución del château d'Acquigny
- Atribución de la fachada del edificio del Vizcondado del Ducado de Uzès, primer ducado de Francia;
- Finalización de la Sainte-Chapelle en el recinto del castillo de Vincennes (1552);
- Château de Villers-Cotterêts, la partie sud (1547-1559);
- Capilla del château de Villers-Cotterêts (1552-1553);
- Castillo real de Saint-Léger-en-Yvelines  (destruido);
- Château de Meudon (supuesto, pero no hay ninguna prueba);
- Finalización del castillo de Madrid (1548–1552);
- Château de Montceaux;
- Château de Thoiry (años 1560);
- El puente sobre el que se edificará el château de Chenonceau (1556–1559);
- Una parte del palacio del Louvre;
- Una parte del Château-Neuf de Saint-Germain-en-Laye en Saint-Germain-en-Laye (1557) (destruido);
- Un portal de entrada del Château d'Écouen (actual Val d'Oise), residencia del condestable Anne de Montmorency y del rey Enrique II en la segunda mitad del siglo XVI. El ala en cuestión, sin embargo, fue destruida en 1787, y no se conservan más que algunos restos expuestos en el interior del castillo. El resto del palacio es obra del arquitecto Jean Bullant.
- Cubierta de torretas del château de Bonnemare
- Palacio de las Tullerías (1564);
- Una parte del castillo de Fontainebleau.

## Escritos sobre arquitectura
Philibert De l'Orme fue un teórico de la arquitectura cuyos escritos han tenido una gran importancia en la historia de la arquitectura francesa. Fue autor de dos libros:
- Nouvelles Inventions pour bien bastir et a petits frais  (1561);
- Le Premier Tome de l'Architecture  (1567) et  (1576).

El primer tomo del’Architecture  fue una obra publicada en París por F. Morel en 1567. De formato in folio, contiene 283 folios, sin el folio 248, una carta dedicatoria y una tabla. Después de varios años pasados al servicio de Enrique II y de Catalina de Medici, cayó en desgracia y no obtuvo más encargos reales. Dedicó entonces su vida a escribir tratados de arquitectura, que pensaba en una cantidad ambiciosa de la que este libro sería el primer volumen, pero que no va a tener tiempo para terminar. El libro contiene un gran número de grabados entre ellos la 'Allégorie du bon architecte [La alegoría del buen arquitecto].

## Iconografía
- Medalla con la efigie de Philibert Delorme, ejecutada por Jacques-Édouard Gatteaux en 1813. Un ejemplar se conserva en el musée Carnavalet (ND 0316);
- Escultura de Jean-François Legendre-Héral, conservada en el Musée des beaux-arts de Lyon, (1828).

## Edificaciones que llevan su nombre
- Lycée des métiers du bâtiment_Philibert de l'orme (28 - Lucé)
- Le Lycée Philibert Delorme de L'Isle d'Abeau (38 - Isère)